# Heure normale de Chine
 (août 2022).
Si vous disposez d'ouvrages ou d'articles de référence ou si vous connaissez des sites web de qualité traitant du thème abordé ici, merci de compléter l'article en donnant les références utiles à sa vérifiabilité et en les liant à la section « Notes et références ».
L'heure normale de Chine (HNC ; en chinois : 北京时间 ; litt. « heure de Beijing » ; en anglais : Chinese Standard Time, CST) est en avance de huit heures sur le temps universel coordonné (UTC+8). Il s'agit de l'heure légale dans toute la république populaire de Chine. Elle correspond approximativement à l'heure solaire de Shanghai.
Le fuseau horaire UTC+8 est de loin le plus peuplé de la planète, avec plus de 1,5 milliard de personnes qui utilisent cette heure.

## Conséquences
La Chine est le pays le plus vaste à n'utiliser qu'un seul fuseau horaire. Comme le pays mesure près de 4 000 km de large, l'extrême Ouest de la Chine ne voit généralement le Soleil se lever qu'après 9 h du matin, tandis que l'extrême Est est habitué aux levers de Soleil d'été avant 5 h du matin.
En comparaison, un pays comme les États-Unis utilise quatre fuseaux horaires distincts sur une distance aussi grande (correspondant à la distance entre la Californie et la Floride, qui sont situées à trois heures d'écart en termes d'horaire). En contrepartie, la coordination horaire dans toute la Chine ne nécessite jamais de mentionner de quel fuseau on parle.

## Historique

Anciens fuseaux horaires chinois durant la République de Chine.

La Chine a été divisée par le passé en plusieurs fuseaux horaires. En 1912, l'Observatoire central de Pékin divisa la république de Chine en cinq zones :
- UTC+05:30 : Ouest du Xinjiang et du Tibet ;
- UTC+06:00 : Est du Xinjiang et du Tibet ;
- UTC+07:00 : Chine centrale (Gansu, Sichuan, Ningxia, Shaanxi, etc.) ;
- UTC+08:00 : Chine côtière ;
- UTC+08:30 : Nord-Est de la Chine.

## Taïwan
Taïwan utilise à l'heure actuelle le même fuseau horaire que la Chine continentale, très proche de son heure solaire. Il a été suggéré — jamais de façon réellement sérieuse — par des partisans de l'indépendance d'avancer l'heure légale d'une heure afin de se démarquer. Les critiques ont fait remarquer qu'un tel changement symboliserait également un retour à l'occupation japonaise de 1895 à 1945, puisque l'heure normale du Japon est effectivement en avance d'une heure par rapport à l'heure standard de la Chine (même si Taïwan ne l'utilisait pas pendant cette période)[réf. souhaitée].